# بلگاچی
بلگاچی (به لاتین: Belgachhi) یک منطقهٔ مسکونی در نپال است که در بخش ماهوتاری واقع شده‌است. بلگاچی ۴٬۳۷۷ نفر جمعیت دارد.